# García Hurtado de Mendoza
García Hurtado de Mendoza y Manrique, IV marqués de Cañete (Cuenca, 21 de julio de 1535-Madrid, 15 de octubre de 1609) fue un militar español, que llegó a ser Gobernador de Chile y VIII virrey del Perú. Fue Gobernador de Chile (1556-1561), donde derrotó a Caupolicán (1557) y se encargó de organizar la administración española. Durante su etapa como Virrey del Perú, apresó al pirata Hawkins (1594), mejoró las finanzas y la administración, y mandó la expedición transpacífica que descubrió las Islas Marquesas, bautizadas en su honor.

## Primeros años
Fue hijo de Andrés Hurtado de Mendoza, II marqués de Cañete y virrey del Perú, y de María Magdalena Manrique, hija de Garci Fernández Manrique, III conde de Osorno, y de su tercera esposa, María de Luna y Bobadilla. Pertenecía a una de las más importantes familias de la aristocracia castellana: la Casa de Mendoza. En 1591, sucedió el marquesado a su hermano Diego Hurtado de Mendoza y Manrique, III marqués de Cañete, fallecido sin descendencia.
En 1552 escapó de casa, con la intención de servir a su rey Carlos I en una expedición que se preparaba  contra Córcega. Demostró gran valor en esta campaña y también en Toscana, cuando esta república quiso desprenderse del dominio español. Se incorporó al ejército imperial en Bruselas, y estuvo junto a Carlos I en su victoria en la Batalla de Renty.
Al conocer que su padre sería designado virrey del Perú, volvió a España y le pidió que lo llevase a América. Durante el viaje se encontraba también Jerónimo de Alderete, que había sido designado por el rey como sucesor de Pedro de Valdivia en la gobernación de Chile, pero cuando arribaron a Nombre de Dios en Centroamérica y tuvieron que atravesar el istmo para poder embarcarse en la ciudad de Panamá, Alderete cayó gravemente enfermo de fiebre amarilla y murió el 7 de abril de 1556 en la isla de Taboga, antes de llegar a destino. 
Con estos acontecimiento y con el poder que tenía su padre como virrey del Perú, convocó a gente proveniente de Chile y viendo que diferían si Villagra o Aguirre calificaban como el sucesor de Valdivia, decidió mantenerse neutral y nombró a su hijo como nuevo gobernador de Chile, sumado a que un nuevo gobernador que no tuviese afinidades con el ya fallecido Valdivia haría atraer más españoles hacia Chile, además de unificar a los bandos en disputa. La primera medida de su gobierno fue la de mandar a apresar a estos dos aspirantes al puesto por insurrección y los enviaría a Lima.

## Gobernador de Chile
Dicho nombramiento agradó a García y se informó de los problemas que existían en Chile, sobre todo el asunto de la rebelión indígena y la disputa grave entre Francisco de Aguirre y Francisco de Villagra por el puesto de gobernador de Chile.
Contaba con 21 años de edad y era un joven de demostrada valentía, orgulloso de su linaje e inteligencia, y como contraparte,  poseedor de un carácter muy  altanero y orgulloso, de accesos  violentos, muy cerrado y autoritario, lo que le granjearía ocultos enemigos en su propio círculo. 
Para ello contó con renovados caudales de las arcas del Perú y apertrechó ocho barcos, aquí resulta paradójico que el entusiasmo de venir a Chile tuviera una extraordinaria respuesta en contraste con tiempos pasados, pues se enrolaron 500 hispanos, una parte se vendría por tierra al mando de Luis de Toledo y Pedro de Castillo; y la otra parte por mar junto al nuevo gobernador. El primer grupo salió por tierra en enero de 1557 y el segundo por mar en febrero del mismo año.
Cuando iban a zarpar las naos, el virrey del Perú agasajó a su hijo y acompañantes con un proverbial festín y luego zarparon al son de marchas militares y disparos de cañones.
Junto con García Hurtado de Mendoza venía un séquito de ilustres hombres, entre ellos Alonso de Ercilla y Zúñiga, Francisco de Irarrázaval y Andía, Francisco Pérez de Valenzuela, Hernando de Santillán, jurista y erudito, el fraile dominico Gil González de San Nicolás y el franciscano Juan Gallegos, hombre muy ilustrado.
Hicieron escala en Arica el 5 de abril y el 9 se reanudó el viaje al sur.
Desembarcó en La Serena el 23 de abril de 1557. Y deslumbró a los pobres de Coquimbo al ver junto al nuevo gobernador el ejército más grande hasta entonces visto en estos lugares contando con más de 500 hombres, armados con arcabuces y cañones, vestidos con armaduras y penachos de plumas. Desde entonces se les llamó los "emplumados".

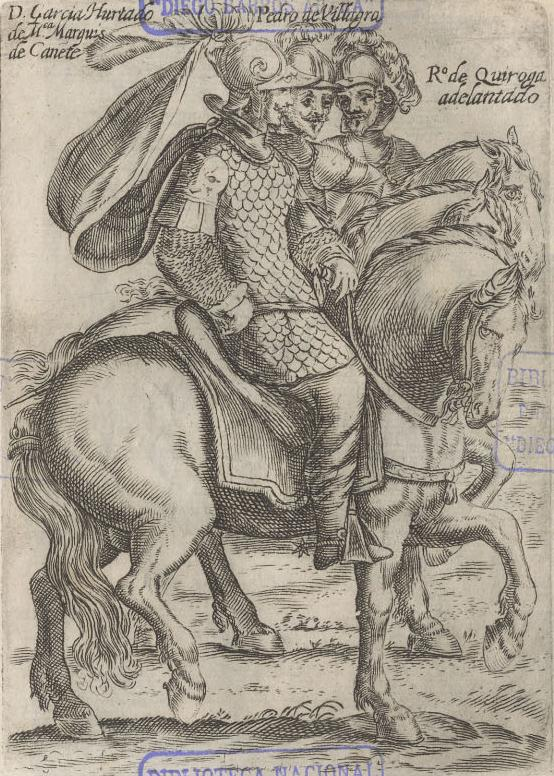
Hurtado de Mendoza, Villagra y Quiroga, según ilustración de la obra de Alonso de Ovalle.

Francisco de Aguirre le recibió muy hospitalariamente en La Serena, pero conociendo el nuevo gobernador los problemas de litigio entre Aguirre y Francisco de Villagra por la gobernación de Chile, no dudó un segundo en tomarlos presos, repitiéndose la misma situación con Villagra que venía llegando a La Serena y los colocó en un barco. Este hecho fue considerado muy injusto por los castellanos avecindados en Chile ya que ambos tenían méritos más que suficientes para ser enaltecidos.
En la crónica de Mariño de Lobera relata que estando Aguirre espero a Villagra apenas llegó, le tomó la mano y le dijo:

"Mire vuestra merced, señor general, que son las cosas del mundo: que ayer no cabíamos los dos en un reino tan grande, y hoi nos haça don García caber en una tabla"
Mariño de Lobera

Lo más natural y dada la aproximación del invierno era que el gobernador viniese a Santiago, así que el cabildo hizo los preparativos de bienvenida, pero García Hurtado tenía otros planes, decidió seguir por mar a Concepción a pesar de los consejos en contra de quienes ya conocían las inclemencias del tiempo, que hacía el viaje peligroso por esas fechas. En Coquimbo envió la caballería por tierra y el zarpó el 21 de junio de 1557, en pleno invierno. 

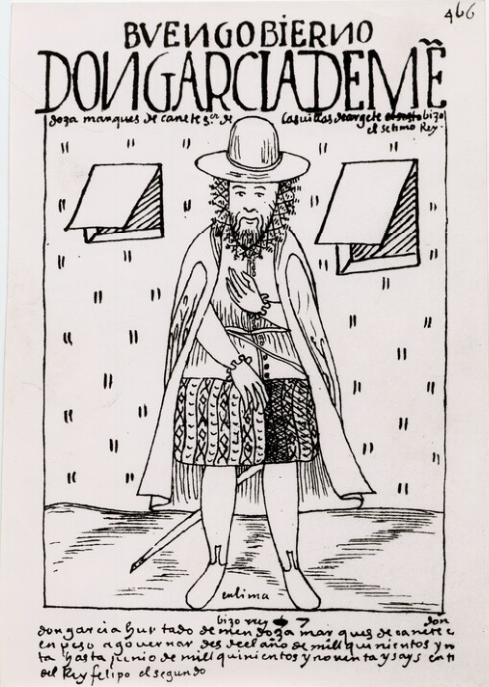
García Hurtado de Mendoza en Primer nueva corónica y buen gobierno.

Llegó 8 días después a la bahía de Concepción en medio de un temporal que hacía correr peligro a las embarcaciones y en medio de una torrencial lluvia desembarcaron en la isla de la Quiriquina levantando un campamento provisional.
Una vez asentado en Concepción, García Hurtado pretendió una política de aparente allegamiento y buena voluntad hacia los indígenas, quienes aceptaron los regalos del gobernador pero no estaban dispuestos a que sus territorios fueran ocupados por los advenedizos españoles.
Lincoyán y otros caciques supieron que la caballería venía por tierra desde Santiago y concibieron un plan que pretendía cortar dichas fuerzas atacándolas en Andalicán, cercano a Concepción.
García Hurtado que no era ningún ingenuo, supo del plan indígena y se dio cuenta de que dicha conducta más que promover un acercamiento era considerado por los mapuches como signos de debilidad y temor por parte del nuevo gobernador, decidió cambiar entonces radicalmente de actitud con ellos.
Se dirigió de inmediato a tierra mapuche, levantando el fuerte San Luis de Toledo con el objeto de abortar esta iniciativa, que fue prontamente atacado por los mapuches que, sin embargo, salieron derrotados, ya que el gobernador logró contrarrestar su número con la fuerza de los cañones y arcabuces.
Dirigió una nueva campaña en octubre de 1557, con un poderoso ejército de más de 500 hombre y miles de indios auxiliares. Ocurrió en esta campaña la Batalla de Lagunillas (7 de noviembre), en donde los españoles salieron vivos debido principalmente a la valentía demostrada por Rodrigo de Quiroga y los demás capitanes.
Los mapuches se mostraron desorganizados en el ataque al ser conducidos por varios caciques a la vez y este desorden produjo fallos tácticos que impidieron su victoria. 
Cuenta Alonso de Ercilla, que vino a Chile en el grupo que trajo el gobernador, que los españoles tomaron prisionero en esa batalla al cacique Galvarino, al que le cortaron la mano izquierda. Perdida esa mano sin ninguna mueca de dolor Galvarino coloco la otra, que también se la cortaron. Pidió la muerte, pero los conquistadores lo dejaron ir y se fue el mapuche con los suyos para planear su venganza.
Los mapuches convocaron una reunión de caciques y eligieron a Caupolicán.
Este líder dirigió el 30 de noviembre un nuevo ataque contra el invasor, en la llamada Batalla de Millarapue, en el valle del mismo nombre, que estaba lleno de accidentes que le facilitaban el ataque sorpresa. 
Esta batalla fue otra derrota de los mapuches, que sufrieron como castigo el ahorcamiento de 30 de ellos, entre los que se incluía Galvarino, que peleó siempre en primera fila.

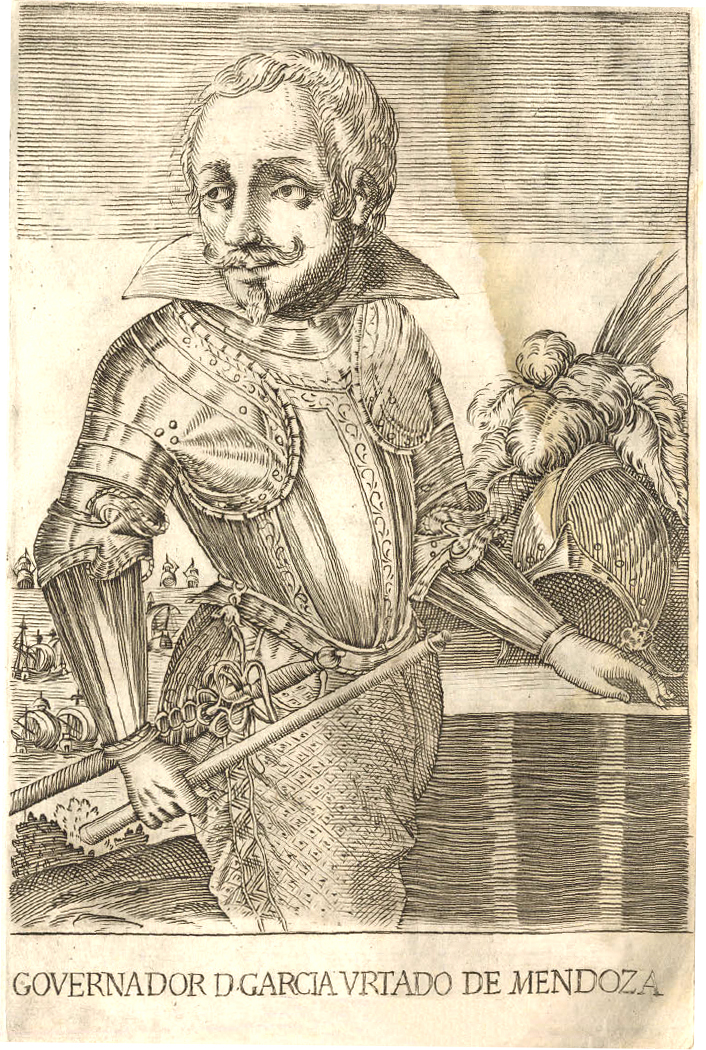
García Hurtado de Mendoza, gobernador de Chile.

Las penalidades de la lucha empezaron a molestar a los compañeros de García Hurtado de Mendoza, los cuales esperaban obtener riquezas por sus servicios. Para entregárselas, el gobernador dejó vacantes las encomiendas de Concepción, ciudad a la sazón abandonada, entregándosela a sus compañeros. Por este motivo, la ciudad fue refundada por tercera ocasión. 
Poco después fundó también la ciudad de Cañete de la Frontera, y repuestas sus tropas de las batallas, las dividió nuevamente. Caupolicán, instigado por el indio Andresillo, se decidió a atacar el fuerte Tucapel. Lo que no sabía era que Andresillo era un traidor que les contó los pormenores del ataque a los españoles, por lo que los asaltadores se transformaron en asaltados, produciéndose una fuga en que dejaron a muchos heridos y prisioneros, y debilitaron gravemente sus fuerzas. 
La moral de los españoles subió y en un asalto sorpresa al campamento de Caupolicán, lograron darle captura, siendo llevado al fuerte Tucapel. Algunos historiadores dicen que intentó pactar con los españoles, prometiendo convertirse al cristianismo, pero Alonso de Reinoso, el jefe del fuerte, decidió aun así, condenarlo a muerte empalado, es decir, a sentarse en una pica que le destruiría dolorosamente las entrañas. Aquella condena se cumplió y aquel fue el final de Caupolicán.
Una nueva batalla fue presentada por los indígenas en el fuerte de Quiapo, entre Cañete y Concepción, pero fueron nuevamente rechazados. Confiado en que para apurar la conquista era necesario fundar varios fuertes, fundó uno con el nombre de Los Infantes o San Andrés de Angol, más tarde llamado Los Confines de Angol (actual Angol).
Para ese tiempo, García Hurtado de Mendoza no era bien querido por quienes le rodeaban, ya que su carácter iracundo, obcecado y su nebuloso orgullo le granjearon enemistades inclusive con Hernando de Santillán, quien había establecido la tasa de Santillán que regulaba la servidumbre indígena. Esta tasa permitió a muchos españoles abusar de los indios a su cargo sembrando la semilla de futuras rebeliones, en especial de la raza huilliche.
Tiempo después se enteró de que su padre el virrey había sido reemplazado por el rey, y que su reemplazo ya se encontraba en camino. Para peor, designaron gobernador de Chile a Francisco de Villagra, del que debería esperar las mismas humillaciones que él mismo le hizo sufrir. Por esos motivos decidió abandonar rápidamente Chile, pasando de paso por Santiago, que no había visitado durante toda su gobernación.
Allí se enteró de la muerte del sucesor de su padre, por lo que este seguía en el mando. Tal situación le dio más confianza, por lo que se mantuvo un tiempo más en la capital y tuvo oportunidad de entrevistarse en forma caballerosa con Francisco de Villagra acerca del estado en que quedaba la colonia. Villagra no lo humilló como el esperaba, sino que, al contrario, recibió un trato frío pero caballeroso. 
El 20 de enero de 1559, durante su estancia en Santiago, se publicó la tasa de Santillán, que establecía el sistema de mitad para el trabajo indígena, que en vez de echar al trabajo a todos los indios de un repartimiento, se fijaba un turno en el servicio, quedando obligado el cacique de cada tribu a enviar a la faena un hombre de cada seis vasallos para la explotación de las minas, y uno de cada cinco para los trabajos agrícolas. Este trabajador, a quien hasta entonces no se le había pagado salario alguno, debía ser remunerado con la sexta parte del producto de su trabajo, y esta cuota se le debía pagar regularmente al fin de cada mes. Se eximía además del trabajo a las mujeres y hombres menores de 18 años y mayores de 50, y se ordenaba que los indígenas fueran mantenidos por los encomenderos, quienes además debían mantenerlos sanos y evangelizados.
García Hurtado de Mendoza desde mediados de 1560 estaba listo para partir al Perú. Antes de fines de ese año recibió la noticia que Felipe II había nombrado virrey del Perú a Diego López de Zúñiga, conde de Nieva, y probablemente en enero de 1561, recibió una nueva noticia más grave todavía que cambiaría su rumbo: su padre acababa de morir en Lima. Falto de su poderosa protección, decidió partir inmediatamente al Perú con toda reserva. A fines de enero de 1561 salió de Santiago a visitar las faenas de lavaderos de oro en Quillota. Desde allí comunicó al Cabildo de Santiago, el 3 de febrero, que se marchaba al Perú, y que Quiroga debía tomar el mando como gobernador interino a la espera de Villagra, nombrado por el Rey para sucederle en el gobierno. Se trasladó al puerto que ahora se conoce como Papudo y, junto con algunos servidores de confianza, tomó posesión de un barco pequeño y partió para el Callao, no sin antes dejar instrucciones para se pagase al dueño de la embarcación.
En el Perú se le sometió a Juicio de residencia por todas las arbitrariedades de su gobierno (la entrega de encomiendas, el mal trato a los soldados, etc.). Fue el primer gobernador de Chile cuya actuación fue enjuiciada siguiendo las leyes castellanas. Según el tribunal era culpable de 196 cargos, pero dejaba a cargo de la Real Audiencia de Lima fallar en forma definitiva. Según esa sentencia, García Hurtado debía ser detenido allí, dándole la ciudad por cárcel, hasta que se justificase de todas las acusaciones o pagase las penas pecuniarias a que fuese condenado.

### Viaje a España
Pero García Hurtado de Mendoza  no se hallaba ya en el Perú. Había partido para España a dar cuenta al Rey Felipe II y al Consejo de Indias de sus campañas y de su gobierno en Chile. El prestigio de la familia Mendoza, la información de sus servicios levantada por la audiencia de Lima y las recomendaciones que comenzaban a llegar de Chile escritas por algunos capitanes que le eran fieles, hicieron que se echasen al olvido las acusaciones de sus  enemigos.
Además, se presentó prácticamente como el vencedor de la Guerra de Arauco desdeñando duramente y criticando a los antiguos conquistadores de no haber hecho lo suficiente para terminar con los indios rebeldes y pacificar la Araucanía.
En Madrid formó parte de la Guardia Real. También desempeñó diversas misiones diplomáticas y militares, entre ellas la de representante del rey en Milán. Sus hazañas de guerra, realizadas tanto en el nuevo como en el Viejo Continente, inspiraron muchas creaciones en prosa y en verso renacentista.

## Virrey del Perú

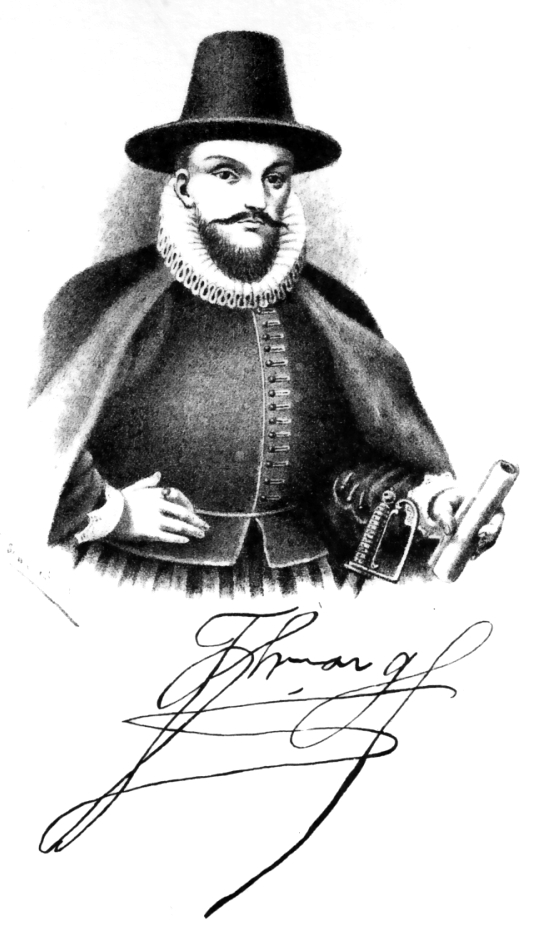
García Hurtado de Mendoza y su rúbrica. Grabado de Evaristo San Cristóbal, Lima, 1891.

El rey Felipe II, considerando la larga experiencia de García Hurtado de Mendoza como militar tanto en el Viejo como en el Nuevo Mundo, así como su conocimiento de las tierras y gentes americanas, lo nombró virrey, gobernador y capitán general del Perú (30 de julio de 1588). Partió este de Sanlúcar de Barrameda el 13 de marzo de 1589, a bordo de una flota que hizo escala en Cartagena de Indias, ubicada en la costa caribeña, luego pasó a Nombre de Dios en Centroamérica para ir por tierra a la ciudad de Panamá y desde allí continuar por vía marítima hacia la costa pacífica de Sudamérica, haciendo escala en Paita, hasta llegar al Callao el 28 de noviembre de 1589.
García Hurtado de Mendoza fue recibido en la ciudad de Lima con pompa extraordinaria el 6 de enero de 1590, y se encontró con el virrey saliente, el anciano conde de Villar-don-pardo. Vino acompañado de su esposa, una dama de noble alcurnia llamada Teresa de Castro y de la Cueva, que resultó ser así la primera virreina que radicó en el Perú y cuyo nombre sería perennizado mediante la fundación de la villa de Castrovirreyna (1591), elevada luego a la categoría de ciudad. Junto con el virrey y la virreina vinieron con un crecido séquito, conformado por caballeros, damas, pajes y criados.

### El auge de la minería
En 1590 el minero Antonio Pérez Griego descubrió los yacimientos argentíferos de Orcococha, en la sierra central del Perú. Pronto se difundió la fama de su riqueza, y desde Huamanga y Huancavelica acudieron muchos españoles para instalarse en el lugar, pese a lo áspero del territorio. El virrey decidió entonces fundar allí una población, que fue Castrovirreyna, llamada así en homenaje a su esposa Teresa de Castro (1591). Estas minas fueron tan productivas, que se dice que en solo dos días un español sacó el valor de 50.000 pesos. También tuvieron notable rendimiento las minas de azogue o mercurio de la vecina Huancavelica, metal este fundamental para la obtención de la plata por el método de la amalgamación; tan elevada fue la producción de azogue que se pudo exportar a México y almacenarse miles de quintales dentro del territorio peruano. Otro yacimiento de plata se descubrió en el cerro de Colquepocro, en la provincia de Huaylas (actual Áncash). También se empezaron a explotar varias minas de oro, y se intensificó la labor en otras, como las del cerro de Zaruma (en el actual Ecuador). Este auge minero permitió el envío a España de enormes remesas de dinero, como veremos enseguida.

### El auge de las rentas reales
Por entonces, la Corona española se hallaba con las arcas agotadas tras el esfuerzo realizado para equipar la Armada Invencible. Asimismo, el rey Felipe II seguía empecinado en someter a Inglaterra, Francia y los protestantes de Flandes y Alemania, y ante la falta de recursos, emitió una real cédula en 1589 donde pidió un “servicio” o donativo gracioso a todos sus súbditos. Pese a que a un principio se quiso diferir el cumplimiento de dicha cédula debido la crítica situación que afrontaba el Perú luego de sufrir una mortífera peste y los estragos del terremoto de Lima de 1586, el virrey ordenó a las autoridades locales proceder a cobrar el donativo. La suma recaudada llegó a ser cuantiosa, destacando la contribución de los empresarios mineros de Huancavelica y Potosí. El donativo destinado a la Corona alcanzó la suma de 1.554.950 ducados. En carta fechada en El Escorial el 25 de septiembre, el rey Felipe II agradeció lisonjeramente la generosidad del virrey y de sus súbditos.
El donativo gracioso a su majestad fue solo uno de los arbitrios que el virrey puso en práctica a fin de incrementar los ingresos de la real hacienda. Con el mismo fin, introdujo (o reintrodujo) otros gravámenes y tributos extraordinarios. Estos fueron la alcabala, la “composición” de tierras, los permisos a extranjeros, el almojarifazgo y la avería. Además, puso en venta ciertos oficios públicos.
- La alcabala era un impuesto que se cobraba desde antiguo en España; consistía en el cobro de un 10 por ciento del valor de todas las transacciones comerciales, exceptuando aquellas que comprendían medicinas, pan, libros y otros artículos de primera necesidad. El rey Felipe II, por real cédula del 1 de noviembre de 1591, ordenó su establecimiento en todo el territorio de sus dominios americanos. El virrey dispuso dar cumplimiento a dicha cédula, ordenando que el impuesto se empezara a cobrar a partir del 1 de enero de 1592, pero reducido al dos por ciento. Naturalmente, este nuevo tributo provocó protestas en Lima y en todo el territorio del virreinato, pero fue en Quito donde la protesta alcanzó mayor virulencia, estallando el denominado «motín de las alcabalas» (septiembre de 1592), que rápidamente fue sofocado por las tropas virreinales al mando del general Pedro de Arana, siendo los cabecillas apresados y ejecutados.

- Otro arbitrio que se comenzó a cobrar fue el de la llamada “composición” de tierras (1591). Consistían estas en pagos que debían hacer aquellas personas cuyas tierras carecieran de título legal de propiedad;  aquellos que se negaran a someterse a la “composición” serían despojados de sus bienes, los cuales retornarían a la corona. Fue una medida importante, pues, aparte de su finalidad económica, hizo posible la regularización de muchas propiedades territoriales, importante para el desarrollo económico de la colonia.

- Otra importante fuente de ingresos que creó el Virrey fue el de los permisos para la residencia de extranjeros en el Perú. La entrada de extranjeros en la América hispana estaba prohibida desde tiempo atrás, y solo en contados casos el rey autorizaba ese ingreso; dicha prohibición fue renovada en 1592 por el rey Felipe II. No obstante, centenares de foráneos continuaron ingresando a las colonias hispanas, especialmente portugueses vía Río de la Plata, atraídos por la riqueza de Potosí. La medida tomada por el virrey resultó también acertada pues así se legalizó la situación de muchos extranjeros y de algún modo se les incitó a arraigarse definitivamente. Lo recaudado por las “composiciones” de tierras y de extranjeros llegó a la cifra elevada de 767.277 ducados.

- La venta de oficios públicos resultó también una fuente copiosa de ingresos fiscales. Se subastaron escribanías, regimientos y receptorías de cuentas; por citar un ejemplo más llamativo, el oficio de receptor de las alcabalas de la provincia de Charcas se vendió en 52.000 pesos ensayados. En total, esta venta de oficios permitió al virrey recaudar 855.499 ducados.

### La guerra de Arauco
Al arribar nuevamente al Perú tras más de tres décadas de ausencia, el cuarto marqués de Cañete comprobó que aún permanecían en pie los dos frentes bélicos que había dejado:
- La de los chiriguanos (en el sureste de Charcas, actual Bolivia), ya un tanto aquietados al haberse fundado poblaciones españolas en dicha zona, y
- La de los araucanos indomables de Chile, cuya fuerza había aumentado.

Conocedor de la realidad de la guerra de Arauco, al haber servido como gobernador de Chile por algunos años, el virrey mandó en forma oportuna la mayor ayuda posible, enviando en primer término al almirante Hernando de Lamero de Andrade con 250 soldados de refuerzo, que unidas a las fuerzas del gobernador Alonso de Sotomayor, pasaron a la ofensiva y obtuvieron sobre los araucanos la victoria de Marigueñu. Pero no fue un triunfo definitivo y poco después Sotomayor fue relevado de su cargo. En su reemplazo, el mismo rey Felipe II designó como nuevo gobernador de Chile al capitán Martín García Óñez de Loyola (1592), elección que no gustó al virrey, pues se había hecho sin consultarle, y porque en su opinión, García Óñez de Loyola no era buen soldado, con el agravante de ser algo codicioso. No obstante, ya finalizando su gobierno, el virrey envió a Chile un refuerzo de 300 soldados, muchos de ellos de no más de 20 años de edad y sin experiencia militar. Poco después, García Óñez de Loyola afrontaría un alzamiento general de araucanos del que él mismo sería una de las víctimas (desastre de Curalaba, 23 de diciembre de 1598); pero para entonces García Hurtado de Mendoza ya no era virrey del Perú.

### La victoria sobre el corsario Richard Hawkins
El virrey consideró necesario constituir una sólida defensa frente a la amenaza de navíos extranjeros que se aproximaban al litoral. Le pareció impotente la armada de cuatro navíos y dos galeras que había formado su antecesor, a la vez que criticó la fortificación del Callao por ser «de tan mala traza, que no puede servir de cosa alguna».
El virrey enfrentó con éxito la incursión del corsario inglés Richard Hawkins o Ricardo Aquines, como es mencionado en las crónicas españolas. En 1593, Hawkins salió de Plymouth, a bordo de La Linda (The Dainty), y seguido por otras dos embarcaciones, enrumbó hacia las colonias españolas. Después de pasar la costa de Brasil, donde hizo algunas presas, Hawkins cruzó el Estrecho de Magallanes y poco después, alcanzó Valparaíso, donde se apoderó de cuatro barcos que estaban en la rada, y de otro quinto que arribó desde Valdivia. Enterado del suceso, el virrey ordenó alistar a la armada, donde se embarcaron 500 hombres de guerra en tres navíos, bajo el mando de su cuñado Beltrán de Castro y de la Cueva. Muchos jóvenes distinguidos de Lima se alistaron en esta escuadra. Tras ardua persecución, De Castro sorprendió a Hawkins frente a Atacames, cerca de la línea ecuatorial. Se libró un combate en donde ambas partes demostraron bravura; finalmente Hawkins, herido gravemente, con muchos de sus hombres muertos y su navío seriamente averiado, se rindió bajo la promesa de un salvoconducto fuera del país para él y su gente (30 de junio de 1594). Hawkins fue trasladado a Lima, donde la Inquisición lo reclamó para quemarlo como hereje, y la Audiencia para ahorcarlo por pirata. Beltrán de Castro insistió al virrey en hacer cumplir la palabra empeñada al corsario, de modo que en 1597 Hawkins fue enviado a España y puesto preso, primero en Sevilla y luego en Madrid. En 1602 fue liberado, retornando entonces a Inglaterra, donde fue nombrado caballero en 1603.
Tampoco le fue bien a otro célebre corsario inglés, sir Francis Drake. Este partió de Inglaterra en 1595, al frente de una espléndida flota de 28 naves y llevando consigo a su antiguo jefe John Hawkins. Tras hacer correrías por el mar Caribe y las costas de Tierra Firme, atacaron Nombre de Dios y la incendiaron, pero fracasaron en su intento de penetrar por vía terrestre hasta Panamá, ante la bien montada resistencia que el gobierno colonial desplegó. Drake hizo entonces rumbo a Portobelo (costa del Darién), en cuya rada falleció, víctima de la disentería, el 28 de enero de 1596. Los restos de su flota retornaron a Inglaterra.

### La educación
En el campo educativo, su mayor logro fue la puesta en funcionamiento del Colegio Real y Mayor  de San Felipe y San Marcos (1592), que ya había sido fundado por el virrey Toledo. El traje que debía llevar cada colegial era una sotana de paño azul oscuro y beca de azul claro, con una corona real sobre la beca que cargaría sobre el hombro izquierdo.
De otro lado, el virrey ordenó que en la Universidad de San Marcos se alternaran en cargo de rector un eclesiástico y un laico. 

### Fundación de poblaciones
Bajo el gobierno del cuarto marqués de Cañete se fundaron las siguientes poblaciones:
- San Lorenzo de la Barranca (1590), por obra del gobernador de Santa Cruz de la Sierra, Lorenzo Suárez de Figueroa, en los llanos del Chaco boreal. Se le conoció abreviadamente como La Barranca y llegó a ser rival de Santa Cruz.
- Santiago del Puerto (1590) fundada por el mismo Lorenzo Suárez a la mitad del camino que separaba San Lorenzo de Santa Cruz.
- Castrovirreyna (27 de mayo de 1591), sin duda la fundación más importante de este período, cerca de Huancavelica y junto a unos ricos yacimientos de plata, en la cordillera Central de los Andes peruanos. El virrey la nombró así en homenaje a su esposa, Teresa de Castro, y le concedió un repartimiento de 2000 indios para las labores de las minas y los trabajos públicos. El rey Felipe II le otorgó el título de ciudad, el 8 de noviembre de 1593.
- La Rioja (20 de mayo de 1591), fundada por Juan Ramírez de Velasco, en el actual noroeste de Argentina, con el nombre de Todos los Santos de la Nueva Rioja.
- Zaruma (8 de diciembre de 1595), fundado por el corregidor y justicia mayor de Loja, Damián de Meneses, en las faldas del cerro Zaruma, rico centro de explotación aurífera al sur del actual Ecuador. Su nombre original fue Villa Real de San Antonio del Cerro de Oro de Zaruma.
- San Mateo de las Esmeraldas (1595), fundado en la bahía de San Mateo (actual costa ecuatoriana) por el corregidor de Guayaquil Francisco Arias de Herrera, luego de realizar la paz con los indios hostiles que vivían en esa zona. Al no haber muchas poblaciones españolas a lo largo de la costa de Guayaquil a Panamá, los piratas y corsarios solían aprovisionarse de comida y agua sin ninguna oposición, por lo que se entiende la importancia de esta fundación.

### La expedición de Álvaro de Mendaña

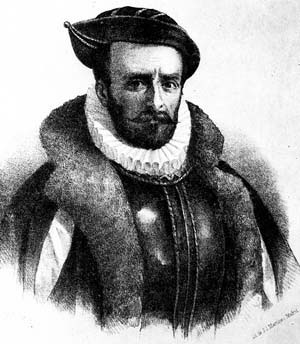
El navegante Álvaro de Mendaña y Neira.

En esta época se organizó la expedición de Álvaro de Mendaña que partió del puerto del Callao el 10 de abril de 1595, rumbo a Paita y desde allí a Oceanía. La expedición estaba compuesta por cuatro buques— las naos San Jerónimo (capitana) y Santa Isabel (almiranta), la galeota San Felipe y la fragata Santa Catalina— y 387 personas (280 de las cuales eran soldados). A bordo iban numerosas mujeres (entre ellas Isabel Barreto, la esposa de Mendaña, que era limeña de nacimiento) ya que su fin era colonizar las islas Salomón, que el mismo Mendaña había descubierto en 1567. 
La expedición cruzó el océano Pacífico y el 21 de julio de 1595 descubrió un nuevo archipiélago que Mendaña bautizó como las Marquesas de Mendoza, en honor al virrey del Perú (hoy conocidas simplemente como las islas Marquesas). Continuaron descubriendo otras islas, sin lograr ubicar las añoradas islas Salomón, que suponían pletórica en oro, y arribaron finalmente a las Islas Santa Cruz (a unos 500 km al este de las Salomón), donde desembarcaron y fundaron una colonia. La pérdida de la nao almiranta y el hecho de no haber podido encontrar las islas Salomón provocaron un creciente descontento entre los expedicionarios, que derivó en un motín, lo que fue seguido por la hostilidad de los nativos y por una epidemia de malaria que causó la muerte de varios españoles, entre ellos el mismo Mendaña, el 18 de octubre de 1595. Antes de morir, Mendaña nombró como general de la expedición a su cuñado Lorenzo Barreto y legó su título de gobernador de las islas Salomón a su esposa Isabel Barreto. Poco después falleció también Lorenzo y entonces Isabel Barreto reclamó para sí el título de Adelantada de la Mar del Sur, que le fue reconocido y que la convirtió en la única mujer de la historia con tal título. Solo quedaban tres naves, que zarparon de Santa Cruz con la intención de llegar a Filipinas. La única que llegó a su destino fue la nao capitana, que bajo la dirección del piloto mayor Pedro Fernández de Quirós y con Isabel a bordo arribó a Cavite el 11 de febrero de 1596. Las islas tan afanosamente buscadas por Mendaña serían ubicadas mucho tiempo después por otros navegantes.

### Pugnas con el Arzobispo
En lo que respecta al patronato regio, son de destacar las discrepancias entre el virrey y el arzobispo de Lima Toribio de Mogrovejo, es decir, entre el poder civil y el poder eclesiástico. El virrey acusó al arzobispo de una supuesta arbitrariedad en el nombramiento de funcionarios eclesiásticos; asimismo, le criticó duramente por su constante ausencia de la capital y por andar en provincias “comiéndoles la miseria” a los indios, señalándole su empeño en cobrarles los diezmos. A tal grado llegó la ojeriza del virrey hacia el arzobispo, que sobre él llegó a decir en una carta al rey que «todos le tienen por incapaz para este arzobispado», por lo que aconsejaba que volviera a España. Dicho encono se hizo patente en dos pleitos públicos: uno en torno a la erección del Seminario de Lima y el otro con respecto a la discusión de los límites jurisdiccionales de la doctrina del Cercado. En realidad, el virrey fue en extremo celoso del patronato real, lo que le hacía caer en exageraciones.
Durante este período se realizó el IV Concilio Limense en 1591, que completó la obra de los concilios precedentes, enfocándose en asuntos relativos a la evangelización de los indígenas. Poco después, en 1594 se fundó el Colegio Seminario de Lima para la formación de los miembros del clero. También debemos mencionar la realización de dos autos de fe, el 5 de abril de 1592 y el 17 de septiembre de 1595, en los que fueron ajusticiadas siete personas y se aplicaron castigos a cuarenta penitentes. 

### Otras obras y sucesos destacados
- Creó en la Audiencia el cargo de protector de naturales.
- Fundó en Lima con los ingresos de tributos vacos, una casa para veteranos militares que se hallaban en indigencia.
- Inició la persecución de los negros cimarrones o fugitivos, quienes desde sus refugios o palenques cercanos a las ciudades solían atacar a los viajeros y raptar a las negras esclavas.
- Promulgó unas ordenanzas para remediar los excesos de los corregidores de indios en lo relacionado al tráfico de mercancías con los nativos.
- Dictó 248 ordenanzas para el buen gobierno del cabildo o municipalidad de Lima (24 de enero de 1594). Entre ellas destacamos los referentes a la exactitud y fidelidad de las pesas y medidas, y sobre la regulación de la venta por establecimientos de determinados artículos comestibles y de bebidas alcohólicas como el vino y la chicha, esta última proscrita por considerársela nociva.
- Se hizo un recuento de todos los indios tributarios que había entonces en el Perú y de las tasas con que contribuían a los encomenderos. Se determinó que había 311.257 indios que pagaban tributo y que el monto anual de este sumaba 1.434.420 pesos ensayados, de los cuales 286.884 correspondían al monarca en calidad de quinto real.
- El virrey contribuyó con el embellecimiento y progreso de la capital del Virreinato: La Ciudad de los Reyes o Lima. Continuó la reconstrucción del Palacio de Gobierno, afectada, al igual que otros importantes edificios, por el terremoto de 1586. Valga aclarar, que el nombre de Ciudad de los Reyes solo era usado en los documentos oficiales; en el habla popular se la conocía simplemente como Lima, nombre de origen quechua que ha perdurado.
- Entre los desastres naturales que asolaron durante este período, destacan el terremoto del Cuzco de 1590, el desbordamiento del río Rímac en Lima en 1595 y una epidemia de disentería.

### Fin de su gobierno
García Hurtado de Mendoza solicitó permiso para regresar a España, debido a los achaques físicos que no le dejaban cumplir con solvencia sus deberes. Accedió el rey a su pedido, ordenando que pasara en su reemplazo el virrey de México Luis de Velasco y Castilla. Ambos virreyes, el saliente y el entrante, se entrevistaron en el puerto de Paita, en abril de 1596. De allí García pasó a Panamá, en viaje de regreso a España, mientras que Velasco continuaba su viaje a Lima por tierra. En Cartagena de Indias, García tuvo la desdicha de perder a su esposa.
En total, García Hurtado de Mendoza gobernó seis años y medio, y no obstante las críticas que recibió tanto dentro del Perú como en el seno mismo del Consejo de Indias, su mandato mereció el reconocimiento de las autoridades cortesanas. Residió sus últimos años en la corte de Madrid donde falleció el 15 de octubre de 1609, a los 74 años de edad.

## Matrimonios y descendencia
En primeras nupcias se casó, el 11 de enero de 1573, con Teresa Fernández de Castro y de la Cueva, hija de Pedro Fernando Ruiz de Castro Andrade y Portugal, V conde de Lemos, II marqués de Sarria, III conde de Villalba y II conde de Andrade, y de Teresa de la Cueva y Bobadilla. Con ella tuvo un hijo Juan Andrés Hurtado de Mendoza y Castro, V marqués de Cañete. En 1598, contrajo un segundo matrimonio con Ana Florencia de la Cerda, hija de Fernando de la Cerda y de Ana de Bernemicourt.
| Predecesor: Cabildos                            | Gobernador de Chile 1557 - 1561 | Sucesor: Francisco de Villagra Velásquez         |
| Predecesor: Fernando Torres y Portugal          | Virrey del Perú 1589 – 1596     | Sucesor: Luis de Velasco y Castilla              |
| Predecesor: Diego Hurtado de Mendoza y Manrique | Marqués de Cañete ?? - 1609     | Sucesor: Juan Andrés Hurtado de Mendoza y Castro |